# Mark Gerard Miles
Mark Gerard Miles (Gibraltar, 13 de maio de 1967) é um clérigo britânico da Igreja Católica que trabalha no serviço diplomático da Santa Sé. 

## Biografia
Mark Gerard Miles nasceu em Gibraltar em 13 de maio de 1967. Formado em direito canônico, foi ordenado sacerdote em 14 de setembro de 1996. Preparou-se para a carreira diplomática na Pontifícia Academia Eclesiástica e suas primeiras atribuições incluíram passagens pelo Equador e Hungria e em Roma na Seção de Assuntos Gerais da Secretaria de Estado.
Durante a visita do Papa Francisco às Filipinas e aos Estados Unidos em 2015, sua tradução simultânea para o inglês foi altamente elogiada pelo público. Em setembro de 2015, Miles foi premiado com o Gibraltar Medallion of Distinction.
Em 31 de agosto de 2019, o Papa Francisco o nomeou Observador Permanente da Santa Sé junto à Organização dos Estados Americanos.
Em 5 de fevereiro de 2021, o Papa Francisco nomeou Miles Núncio Apostólico no Benin e arcebispo titular de Città Ducale. Miles é o primeiro gibraltino a ocupar o posto de núncio e o primeiro a se tornar arcebispo. Em 2 de março, ele também assumiu a responsabilidade pelo Togo.
Em 9 de julho de 2024, foi transferido para a nunciatura apostólica da Costa Rica.